# Friedrich IV. (Sachsen-Gotha-Altenburg)

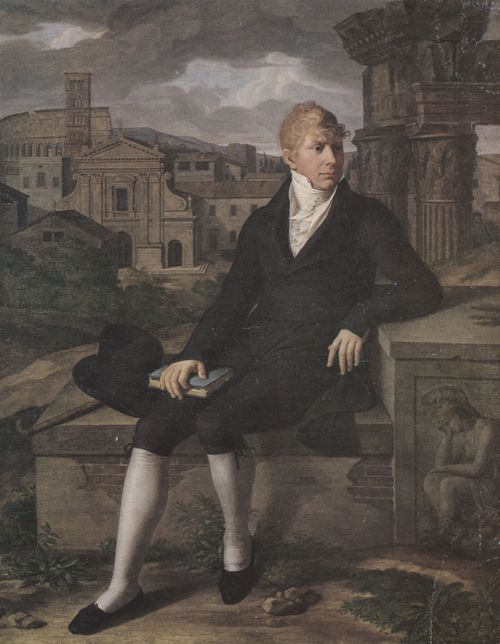
Christian Gottlieb Schick: Friedrich IV. von Sachsen-Gotha in Rom, Öl auf Leinwand, 1806, Kunstsammlungen der Veste Coburg

Friedrich IV. von Sachsen-Gotha-Altenburg (* 28. November 1774 in Gotha; † 11. Februar 1825 ebenda) war der letzte Herzog von Sachsen-Gotha-Altenburg und gehörte dem Haus Wettin an.

## Leben
Friedrich IV. war der dritte Sohn des Herzogs Ernst II. von Sachsen-Gotha-Altenburg (1745–1804) aus dessen Ehe mit Charlotte (1751–1827), Tochter des Herzogs Anton Ulrich von Sachsen-Meiningen. Zwischen 1788 und 1790 wurde er gemeinsam mit seinem älteren Bruder August in Genf ausgebildet. Friedrich studierte Philosophie, Staatsrecht und Geschichte. Im Gegensatz zu seinem Bruder galt er als bescheiden, gutmütig und volksnah. Der Prinz war ein bewunderter Sänger.
Von seinem Vater war Friedrich als jüngerer Sohn für den Militärdienst bestimmt und 1785 als Oberst in die niederländische Armee gegeben worden. Er kämpfte in den Feldzügen gegen das revolutionäre Frankreich und wurde 1793 durch einen umstürzenden Pulverwagen schwer verwundet. Infolge dieser Verwundung zog er sich ein Leiden zu, das ihn zwang, sich zeit seines Lebens viel in Heilbädern aufzuhalten, und an dem er schließlich später starb.
Von 1804 bis 1810 lebte Friedrich in Rom. Von Papst Pius VII. wurde ihm ein Miniatur-Obelisk geschenkt; 1814 konvertierte er als einziger in der Geschichte seines Hauses in Italien zur römisch-katholischen Kirche. Der Aufenthalt in Rom hatte seinen Gesundheitszustand deutlich verbessert.
Friedrich hatte ein starkes Interesse an Ägypten und dem Orient; er war Hauptförderer der Orientreisen von Ulrich Jasper Seetzen. Seine in Italien gesammelten Kunstwerke und Altertümer sind heute Bestandteil der Sammlungen von Schloss Friedenstein.
Da sein älterer Bruder, Herzog August, 1822 ohne männliche Nachkommen starb, übernahm er als Friedrich IV. die Regierung des Herzogtums. Wegen seiner Krankheit hielt er sich lange zu Kuraufenthalten außerhalb seines Landes auf und regierte kaum selbst. Die Regierung führte für ihn sein Geheimrat Bernhard August von Lindenau. In seinen letzten Lebensjahren hatte er sein Sprachvermögen fast gänzlich verloren und war nur noch durch Gebärden in der Lage, sich seiner Umwelt zu vermitteln. Alle religiösen Fragen des Landes oblagen, wegen seines Glaubenswechsels, Friedrichs Ministerium. Während der Regierung Friedrichs IV. wurden die Hofhaltung, das Pageninstitut und die Leibgarde aufgelöst.
Nur drei Jahre nach seinem Regierungsantritt starb Herzog Friedrich IV. kinderlos. Bei der Obduktion fand man im Gehirn eine Geschwulst von der „Gestalt einer großen Niere“.
Weil Friedrich IV. eine entsprechende Apanage verweigert worden war, hatte er sich nie vermählt. Mit ihm erlosch das Haus Sachsen-Gotha-Altenburg im Mannesstamm; ihn überlebten lediglich seine Nichte Luise sowie der aus einer morganatischen Ehe stammende Sohn von Johann Adolf von Sachsen-Gotha-Altenburg, die beide nicht erbberechtigt waren. Das Territorium fiel damit an die Verwandtschaft aus anderen ernestinischen Linien und ging zum Teil im neu eingerichteten Herzogtum Sachsen-Coburg und Gotha auf.

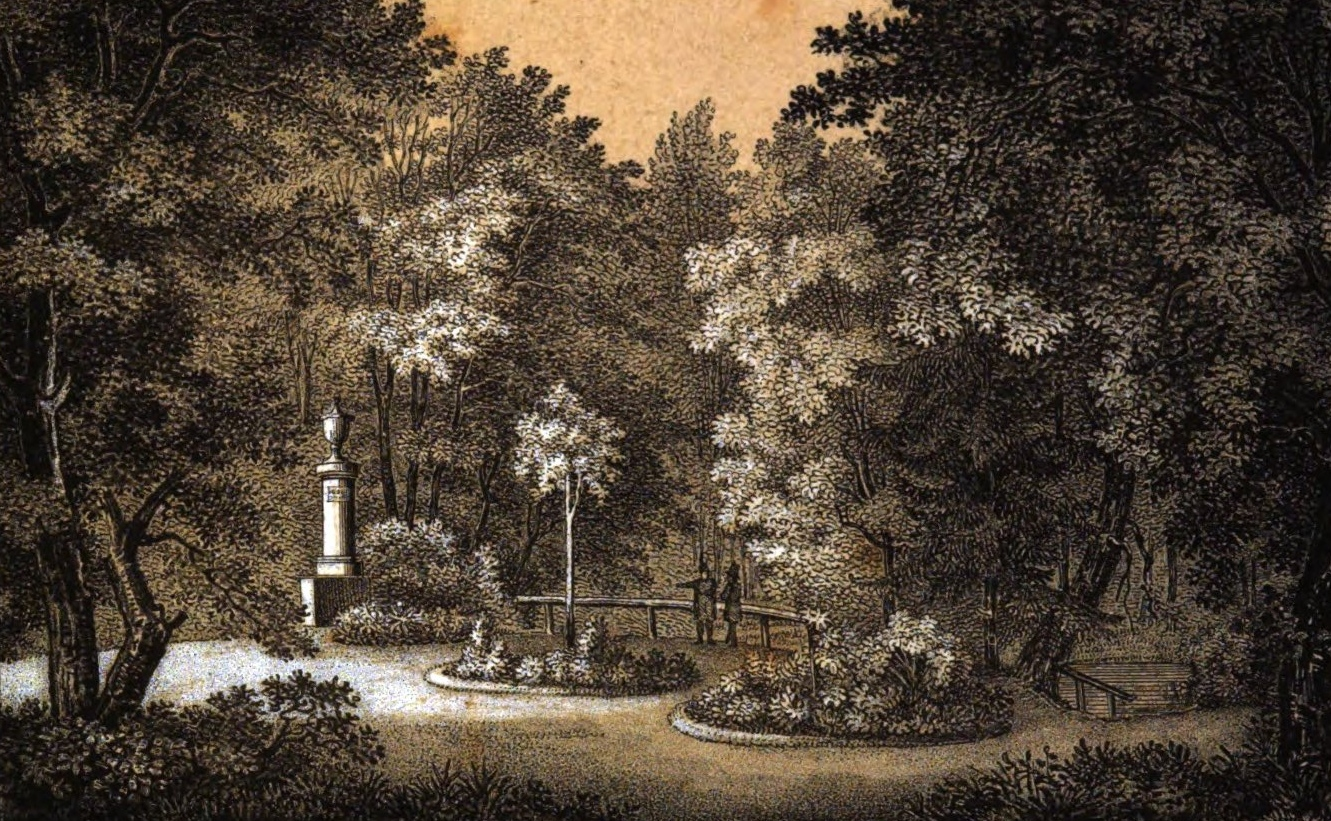
Grabsäule auf der Insel im Schlosspark

Friedrich IV. wurde – wie zuvor schon sein Vater Ernst II. und sein Bruder August – auf der Insel im Großen Parkteich des Gothaer Schlossparks beigesetzt. Er ruht in der 1779 vom Architekten Carl Christoph Besser errichteten unterirdischen Gruft neben seinen im Kindesalter verstorbenen Brüdern Ludwig (gest. 1777) und Ernst (gest. 1779). Die einst die Gruft zierende Granitsäule mit einer Urne von carrarischem Marmor und Sockel von Serpentino antico des Bildhauers Friedrich Wilhelm Doell existiert seit Jahrzehnten nicht mehr, sodass der exakte Ort der Grablege Friedrichs IV. auf der Insel heute unbekannt ist.